# James Mulcro Drew
James Mulcro Drew (* 9. Februar 1929; † 23. Dezember 2010) war ein US-amerikanischer Komponist und Musikpädagoge.
Drew war Schüler von Wallingford Riegger und Edgard Varèse. Mit Werken wie Lute in the Attic, Music for three muted Pianos und Primo Libro de Referencia Labarinto wurde er in den 1960er Jahren als Vertreter der experimentellen Musik bekannt. Er unterrichtete an der Northwestern University (1964–66), der Yale University (1967) und in den 1970er Jahren an der California State University und der UCLA. Außerdem war er Mitglied und Mitbegründer verschiedener Musikgruppen wie des Crossfire Mission Orchestra in New Haven in den 1960er Jahren, des Mysterious Traveling Cabaret, des American Music Theater, des Blast Opera Theater sowie des Grey Wolf Project und des Greywolf Performing Arts Institute, das er seit 1990 gemeinsam mit Mary Gae George leitet.
Neben kammermusikalischen Werken komponierte Drew Orchestermusik, darunter drei Sinfonien, ein Klavier-, ein Violin- und ein Bratschenkonzert, Bühnenwerke und Ballette und ein Requiem. Weiterhin beteiligte er sich an multimedialen Kunstwerken und Klanginstallationen. Bekannt ist er auch als einzigartiger Klavierimprovisator.